# Chivv
Chyvon Pala (Amsterdam, 11 februari 1995), beter bekend onder zijn artiestennaam, Chivv is een Nederlands rapper. Hij is onder andere bekende van de nummer één hits: Ja!, Beetje moe, HUTS en Ewa ewa.

## Levensloop
Van 2012 tot en met 2019 vormde Chivv samen met rapper Henkie T het rapduo SBMG.
In 2016 behaalde Chivv voor het eerst de hitlijsten met het nummer Jongvolwassen die hij in samenwerking maakte met Broederliefde en Jonna Fraser. Het nummer behaalde de 72e plek in de Nederlandse Single Top 100. In de jaren die volgden bracht Chivv meerdere nummers uit en werkte samen met artiesten zoals  Dopebwoy, Jonna Fraser en Latifah.
In 2018 bracht Chivv in samenwerking met Bizzey, Kraantje Pappie en Yung Felix het nummer Ja! uit, dit leverde hem zijn eerste nummer één hit op.
In 2019 bracht Chivv zijn debuutalbum uit onder de naam 2 borden, 1 tafel deze behaalde de eerste plek in de Nederlandse Album Top 100. Chivv kwam in 2020 met zijn tweede album Un4gettable Nights, deze behaalde eveneens de eerste plek.
Op 1 juli 2022 werd bekendgemaakt dat Chyvon Pala, een van de zestien verdachten is die sinds 21 juni zijn aangehouden in een Belgisch onderzoek naar ‘een criminele organisatie die via phishing miljoenen euro’s heeft buitgemaakt', aldus het Algemeen Dagblad.